# Postludium
Postludium [postlúdyum] je dohra uzavírající hudební mši po skončení vlastní bohoslužby. Obvykle se hraje na varhany, a to často jako improvizace. Jako postludium se někdy přeneseně označuje také poslední část určité hudební skladby; takto je například nazvána poslední část klavírní suity Ludus tonalis Paula Hindemitha z roku 1942, jejíž součástí je i 12 fug a 11 interludií.